# Pandan (Antique)
Pandan is een gemeente in de Filipijnse provincie Antique op het eiland Panay. Bij de laatste census in 2007 had de gemeente bijna 30 duizend inwoners.

## Geografie

### Topografie
De gemeente Pandan ligt hemelsbreed ongeveer 110 kilometer ten noorden van de hoofdstad van Antique, San Jose, en is daarmee, samen met Libertad, de noordelijkste gemeente van de provincie Antique. Pandan wordt begrensd door de gemeente Libertad in het westen, Buruanga, Nabas en Tangalan (provincie Aklan) in het noordwesten, noorden en oosten. In het zuiden grenst Pandan aan de gemeente Sebaste en in het zuidwesten aan de Baai van Pandan.

### Bestuurlijke indeling
Pandan is onderverdeeld in de volgende 34 barangays:
| - Aracay - Badiangan - Bagumbayan - Baybay - Botbot - Buang - Cabugao - Candari - Carmen - Centro Norte - Centro Sur - Dionela | - Dumrog - Duyong - Fragante - Guia - Idiacacan - Jinalinan - Luhod-Bayang - Maadios - Mag-aba - Napuid - Nauring | - Patria - Perfecta - San Andres - San Joaquin - Santa Ana - Santa Cruz - Santa Fe - Santo Rosario - Talisay - Tingib - Zaldivar |

## Demografie
Pandan had bij de census van 2007 een inwoneraantal van 29.518 mensen. Dit zijn 1.871 mensen (6,8%) meer dan bij de vorige census van 2000. De gemiddelde jaarlijkse groei komt daarmee uit op 0,91%, hetgeen lager is dan het landelijk jaarlijks gemiddelde over deze periode (2,04%).

De bevolkingsdichtheid van Pandan was ten tijde van de laatste census, met 29.518 inwoners op 149,8 km², 197 mensen per km².

## Geboren in Pandan
- Calixto Zaldivar (13 september 1904), politicus en rechter hooggerechtshof (overleden 1979);